# 高橋衛
高橋 衛（たかはし まもる；1903年2月26日—1986年4月26日），福井縣武生市出身，日本的台灣總督府和大蔵省官員。参議院議員、經濟企劃廳長官。

## 生平
高橋衛出生於1903年2月26日，為高橋茂平的長子，中學就讀武生中學和金澤市的第四高等學校。1926年11月，在高等試驗行政科試驗考試上合格過關。1927年3月，從東京帝國大學經濟學部經濟學科畢業。
1927年4月，被分配到台灣總督府所屬的財務局。歷任新竹州内務部教育課長、総督官房審議室、兼台湾総督府秘書官等職。
1937年3月至1939年2月間，被派遣至歐美各國。
1939年7月，就任台灣總督府的主計課課長。
太平洋戰爭期間，1942年11月到1943年10月間，擔任海軍婆羅洲民政部塔拉卡恩支部長。之後，歷經台灣總督府財務局局長的職務，於1945年5月23日接替西村高兄，於台灣台北地區擔任台北州知事，管轄今臺北市、新北市、宜蘭縣及基隆市等地的行政事務。
1945年10月，戰後，台北州裁撤，高橋衛也返回日本內地。
1946年6月，歷經神戶稅關、大蔵省事務官、廣島財務局局長。1949年6月，就任初代国税廳長官。1952年12月，卸下在日本政府的官職。
1953年4月，代表自由黨參加全國區第3回参議院議員通常選舉，初次就當選。之後，轉到福井地方區選第5回、第7回参議院議員通常選舉。
1971年6月，參加第9回参議院議員通常選挙，但落選。
之後仍於日本政壇活躍，不但當選過議員，亦多次被招攬成為內閣閣員。
另外，亦有文獻表示，與中華民國政府辦理台北州交接事宜之台北州知事為佐藤續。
1986年6月26日早上6點37分於東京都澀谷區中央醫院因急性心衰竭過世，享年83歲。告別式於6月28日在高橋位於澀谷區神山町的自宅舉行。